# كلوتيلد لويزي
كلوتيلد لويزي (1882-1969) أول محامية في أوروغواي. وكانت أيضًا أستاذة جامعية، وتربوية ومترجمة وناشطة حقوقية نسوية، وتعد أول امرأة من أورغواي تدرس في كلية الحقوق بجامعة الجمهورية .

## نبذة عن حياتها
وُلدت في عام 1882 في مدينة بايساندو ، والدها مهاجر إيطالي يدعى أنجيل لويزي، ووالدتها جوزيفينا جانيكي بولندية منفية من فرنسا، ولها شقيقتان، لويزا وبولينا.
درست لويزي في معهد للفتيات في مونتيفيديو وأكملت مؤهلها لتعليم المرحلة الابتدائية، وتمكنت من الحصول على منحة دراسية في عام 1900، وبمنحة دراسية من معهد الأطفال الصم البكم في بوينس آيرس ، وانتقلت إلى هذه المدينة لدراسة طرق تعليم الأطفال من ذوي الإعاقة. وبعد عامين تمكنت من اجتياز امتحاناتها بنجاح في هذا المجال، وعادت إلى مدينتها والتحقت بجامعة الجمهورية.
ومن عام 1906 إلى عام 1911، درست القانون والعلوم الاجتماعية وحصلت على درجة المحاماة، وهي أول امرأة في أوروغواي تقوم بذلك.
بعد ذلك، تم إرسالها إلى أوروبا لتمثيل أوروغواي في مؤتمر المعلمين الصم-البكم الذي عقد في روما. عند عودتها إلى موطنها أورغواي، تم تعيينها أستاذة في الفلسفة الأخلاقية والدين في معهد إعداد المعلمات للبنات. تمكنت من تنظيم مكتبة كلية الحقوق في جامعة الجمهورية، ثم تم تعيينها أستاذ في الجامعة.
في عام 1913 تم تأسيس جامعة للبنات في مونتيفيديو، وأصبحت لويزي أول عميدة، وشغلت هذا المنصب حتى عام 1919.
كانت مهتمة في التاريخ والفلسفة، وكتبت مواضيع عدة عنها، وترجمة العديد من الأعمال الفلسفية إلى اللغة الإسبانية، إضافة إلى كتبت قصصًا عديدة في سياق" رائع" ، في عام 1948 كانت أعمالها جزءًا من حدث الأدب في المسابقة الفنية في دورة الألعاب الأولمبية الصيفية لعام 1948.
توفيت لويزي في مونتيفيديو عام 1969.

## أعمال مختارة
- 1953، العودة وقصص أخرى.
- 1958، ثلاثون شاعرًا إيطاليًا شابًا ( مع خوسيه ماريا بوديستا)

## أنظر أيضا
- أول محامية حول العالم